# Plecoptera arctinotata
Plecoptera arctinotata là một loài bướm đêm trong họ Erebidae.